# Roni Size
Ryan Williams, mais conhecido como Roni Size (Bristol, 29 de outubro de 1969) é um DJ e produtor musical inglês de Drum and Bass Trip hop. Surgiu em 1997 como fundador e líder do Reprazent, vencendo o Mercury Prize nesse mesmo ano com seu álbum New Forms.

## Discografia
- Music Box (1995)
- New Forms (1997)
- Ultra-Obscene (1999)
- Through the Eyes (2000)
- In the Mode (2000)
- Touching Down (2002)
- Touching Down, Vol. 2 (2005)
- Return to V (2005)